# Flughafen al-Chaur

i8
i11
i13
Der Flughafen al-Chaur (arabisch مطار الخور, ICAO-Code: OTBK) liegt südlich der Stadt al-Chaur in Katar.
Er wird von der Qatar Civil Aviation Authority betrieben.

## Geschichte
Seit 2008 findet auf dem Fluggelände ein „Fly-In“ statt, bei dem Flugzeuge von verschiedenen Mitgliedsstaaten des GKRs zur Schau gestellt werden.
Am 15. August 2018 wurde der Flughafen aus der AIP entfernt.